# Célestin Harst
Célestin Harst (Sélestat, 1698 – Gueberschwihr, 1778) francia, elzászi zeneszerző és csembalóművész. Az ebersmunsteri bencés apátság, majd a gueberschwihri apátság priorja. Több zeneművet írt és publikált orgonára és csembalóra. (Recueil de différentes pièces de clavecin. Premier livre, 1745).
Stílusára hatással volt Couperin, Rameau és Domenico Scarlatti.